# شيخ ندياي
شيخ ندياي (بالفرنسية: Cheikh Ndiaye)‏ (و. 1962  م) هو مخرج، ومخرج أفلام سنغالي، ولد في داكار.

## وصلات خارجية
- شيخ ندياي على موقع IMDb (الإنجليزية)
- شيخ ندياي على موقع قاعدة بيانات الأفلام العربية
- شيخ ندياي على موقع ألو سيني (الفرنسية)
- شيخ ندياي على موقع أول موفي (الإنجليزية)
- شيخ ندياي على موقع قاعدة بيانات الأفلام السويدية (السويدية)
- شيخ ندياي على موقع قاعدة بيانات الفيلم (الإنجليزية)
- شيخ ندياي على موقع كينوبويسك (الروسية)
- شيخ ندياي على موقع كينوبويسك (الروسية)